# Helvídio Nunes
Helvídio Nunes de Barros (Picos, 28 de setembro de 1925 — Picos, 3 de novembro de 2000) foi um advogado e político brasileiro que governou o Piauí entre 1966 e 1970.

## Dados biográficos

### Trajetória política
Filho de Joaquim Balduíno de Barros e Isabel Nunes de Barros. Advogado formado na Universidade Federal do Rio de Janeiro, foi presidente do Centro Acadêmico da renomada instituição. Retornou ao Piauí alternando-se entre sua profissão e a política, elegendo-se prefeito de Picos via UDN em 1954. A seguir, foi eleito deputado estadual em 1958 e reeleito em 1962. Líder da maioria na Assembleia Legislativa e presidente do diretório estadual de seu partido, licenciou-se para assumir a secretaria de Viação, Obras Públicas, Agricultura, Indústria e Comércio no governo Chagas Rodrigues, cargo mantido no governo Petrônio Portela.
Primeiro governador do Piauí eleito após o Regime Militar de 1964, chegou ao cargo por via indireta em 1966 como filiado à ARENA e tomou posse em 12 de setembro do respectivo ano. Renunciou ao mandato a fim de eleger-se senador em 1970, renovando o mandato por eleição indireta em 1978. Com a restauração do pluripartidarismo, ingressou no PDS em 1980. Eleitor de Paulo Maluf no Colégio Eleitoral em 1985, assumiu, em agosto desse ano, a presidência da Comissão Mista do Congresso Nacional encarregada de examinar a mensagem de convocação da Assembleia Nacional Constituinte responsável pela Constituição de 1988.
Tentou reeleger-se senador em 1986, mas não logrou êxito, assim como não foi eleito deputado federal em 1990.

### Obras publicadas
Publicou as seguintes obras: "Reflexos do Nordeste - ICM, Finor, FPE e FPM". Brasília. Senado Federal, 1977. 268 P. Il. (Senado), "Temas do Nordeste". Brasília. Senado Federal. 181 P. (Senado), "Uma Visão do Nordeste". Brasília. Senado Federal, 1973. 216 P. (Senado), "O Nordeste e o FCM". Brasília. Senado Federal, 1975, "O Piauí na Paisagem do Nordeste". Discursos e Pareceres. Brasília. Senado Federal, 1971. - Problemas e Reivindicações do Piauí. Discursos e Pareceres. Brasília. Senado Federal, 1972. - Plenário e Comissões. Brasília. Senado Federal, 1978, "Atividades Parlamentares". Brasília. Senado Federal, 1979, além de dois livros de contos onde revela humor e astúcia com as letras cultivada pelos anos passados lendo inúmeras obras de duas pequenas bibliotecas particulares que dispunha, uma em Picos e outra em Teresina.